# Symfonie nr. 4 (Yoshimatsu)
Takashi Yoshimatsu voltooide zijn Symfonie nr. 4 opus 82 in 2000. Zijn vierde symfonie volgde redelijk snel op zijn derde symfonie uit 1998. Dat was volgens eigen zeggen een stormachtig werk en Yoshimatsu wilde wel een werk schrijven in de traditie van Gustav Mahler met zwaar klinkende adagios. Wat hem tegenhield was het aanbreken van de 21e eeuw, het ingaan van een nieuwe eeuw met nieuwe hoop en nieuw elan. Het draaide zijn voornemen 180 graden en hij kwam met een zeer lichte symfonie, die hij later ook wel Speelgoed-symfonie noemde. De klank is als spelende kinderen op een lentedag. De klank is dan wel klassiek, invloeden van de jazz (syncopen) en popmuziek zijn waarneembaar. In 1997 componeerde hij namelijk Atom Hearts Club Suite nr. 1.
De eerste twee delen hebben een soort subtitel meegekregen, maar kregen klassieke aanduidingen; ook de vierdelige opzet voldoet aan de structuur van de klassieke symfonie.
1. Vogels: Allegro moderator-moderato-allegro molto-allegro-tempo I
2. Wals: Allegro moderato-allegro-tempo I
3. Lente: Adagietto- moderato-andante-tempo I-moderato
4. Finale: Allegro molto-presto

De eerste keer dat het werk te horen was leidde Sachio Fujioka het Kansai Philharmonisch Orkest in Osaka op 29 mei 2001. De symfonie is opgedragen aan Ralph Couzens, een van de leiders van Chandos, waarschijnlijk als dank voor het uitbrengen van meer van Yoshimatsu’s werk rond die tijd. Hij was er even huiscomponist. (composer-in-residence).

## Orkestratie
- 3 dwarsfluiten, 2 hobo’s, 2 klarineten, 2 fagotten
- 4 hoorns, 2 trompetten, 2 trombones, 1 tuba
- 4 man/vrouw percussie, piano
- violen, altviolen, celli, contrabassen

## Discografie
- Uitgave Chandos: Sachio Fujioka met het BBC Philharmonic (2001)